# Терція (одиниця часу)
Терція — застаріла одиниця вимірювання часу, яка дорівнює 1/60 секунди. Наразі терція майже не використовується в розрахунках, на її місце прийшли мілісекунди (10−3 с), мікросекунди (10−6 с) та інші одиниці вимірювання.

## Значення терміна
Термін «терція» — походить з латинської мови (tertia divisio) і означає «третій поділ».